# Haiku

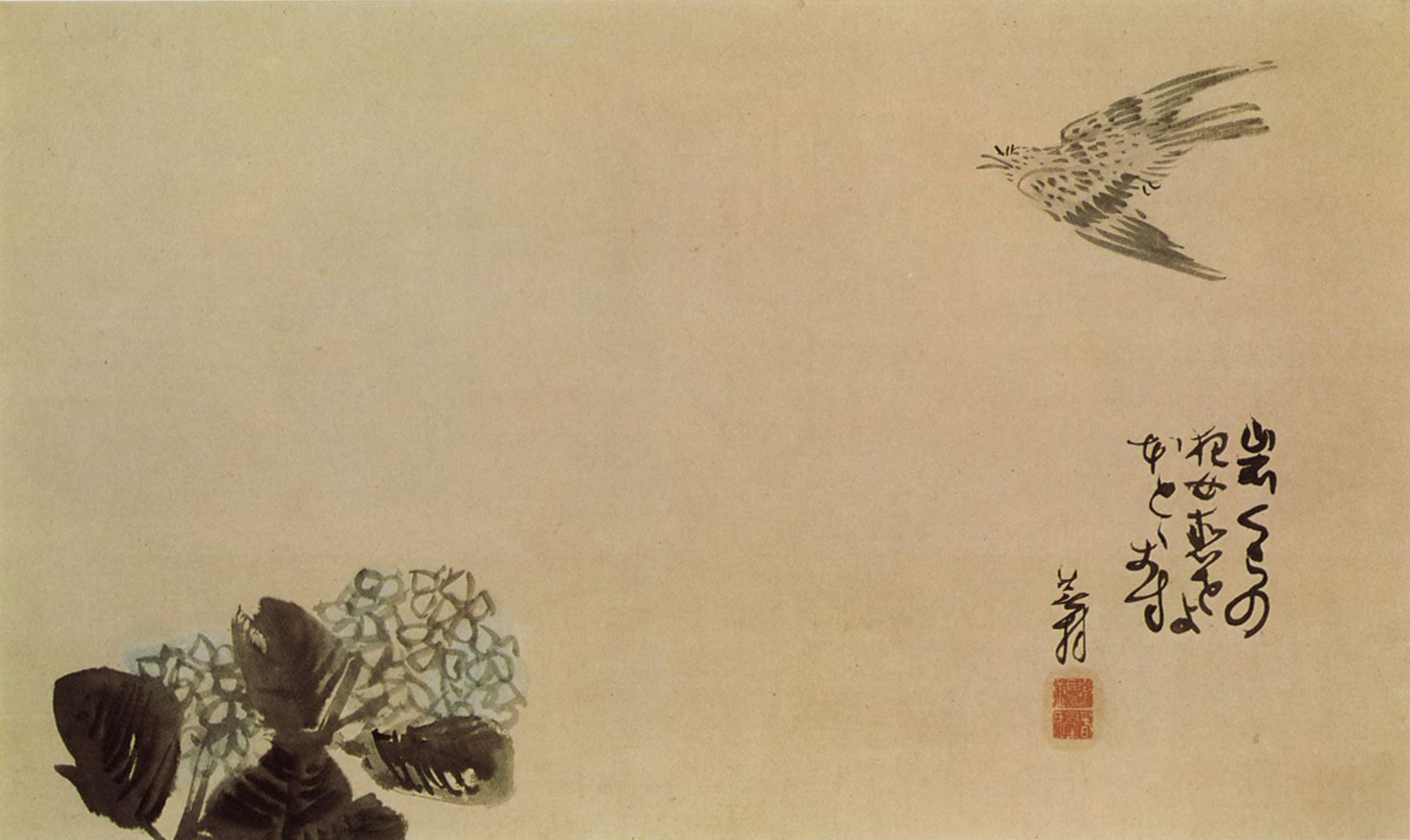
Haiku von Yosa Buson

Haiku (japanisch 俳句; Plural: Haiku, auch: Haikus) ist eine traditionelle japanische Gedichtform, die heute weltweit verbreitet ist. Das (oder der) Haiku gilt als die kürzeste Gedichtform der Welt.
Zu den bedeutendsten Haiku-Dichtern zählen Matsuo Bashō (1644–1694), Yosa Buson (1716–1783), Kobayashi Issa (1763–1827) und Masaoka Shiki (1867–1902). Bashō erneuerte mit seinen Schülern die Haikai-Dichtung und ermöglichte ihr die Anerkennung als ernsthafte Literatur. Shiki gilt als Begründer des modernen Haiku. Er war es, der den Begriff Haiku prägte (gegenüber dem älteren Haikai oder Hokku).
Japanische Haiku bestehen meistens aus drei Wortgruppen von 5 – 7 – 5 Silben (genauer: Moren), wobei die Wörter in den Wortgruppen vertikal aneinandergereiht werden. Es gibt jedoch kritische Stimmen über die Verteilung von Silben wie Vicente Haya oder Jaime Lorente. Unverzichtbarer Bestandteil von Haiku sind Konkretheit und der Bezug auf die Gegenwart. Vor allem traditionelle Haiku deuten mit dem Kigo eine Jahreszeit an. Als Wesensmerkmal gelten auch die nicht abgeschlossenen, offenen Texte, die sich erst im Erleben des Lesers vervollständigen. Im Text wird nicht alles gesagt, Gefühle werden nur selten benannt. Sie sollen sich erst durch die aufgeführten konkreten Dinge und den Zusammenhang erschließen.
Von einem Teil der Haijin (Haiku-Autoren) wird das Haiku vom Senryū unterschieden. Der andere Teil sieht in Haiku den Oberbegriff. Formal sind beide identisch, da ihre Kennzeichen jeweils Kürze, Konkretheit, Gegenwärtigkeit und Offenheit sind. Als Senryū werden demnach die Haiku bezeichnet, die sich mehr dem Persönlichen und dem Emotionalen zuwenden.
Im Deutschen werden Haiku meist dreizeilig geschrieben. Bis um die Jahrtausendwende galt zudem die Vorgabe von 5-7-5 Silben. Davon haben sich allerdings die meisten deutschsprachigen Haijin entfernt. Sie weisen darauf hin, dass japanische Lauteinheiten alle gleich lang sind und weniger Information tragen als Silben in europäischen Sprachen. So hat „Stockholm“ zwei Silben, aber sechs Moren. 17 japanische Lauteinheiten entsprechen etwa dem Informationsgehalt von 10–14 deutschen Silben. Deshalb hat es sich mittlerweile unter vielen Haiku-Schreibern europäischer Sprachen eingebürgert, ohne Verlust des inhaltlichen Gedankengangs oder des gezeigten Bildes mit weniger als 17 Silben auszukommen.
Moderne Haiku-Schulen hinterfragen weltweit zudem nicht nur die traditionellen Formen, sondern auch manche Regeln der Textgestaltung, und versuchen neue Wege zu gehen.

## Aufbau
Die japanische Dichtung ist nicht silbenzählend, sondern quantitierend. Ein Haiku nach traditionellem Vorbild besteht aus einem Vers zu drei Wortgruppen mit fünf, sieben und fünf japanischen Moren: 5-7-5. In Übertragungen oder Nachbildungen in europäischen Sprachen erscheint das Haiku diesen Wortgruppen entsprechend als Dreizeiler.
Eine japanische Silbe trägt eine Mora, wenn der Vokal kurz ist und die Silbe offen auslautet. Ein langer Vokal trägt zwei Moren. Ein n am Schluss einer Silbe oder ein verdoppelter Konsonant (Sokuon, wörtlich „gespannter Laut“) trägt ebenfalls eine Mora. Die meisten rein japanischen Wörter bestehen aus Silben mit einer Mora. Silben mit mehreren Moren sind meist sinojapanischen Ursprungs.
Ein Beispiel:
Nippon wa ist die erste Zeile eines Haiku und besteht aus fünf Moren wie folgt:
| Hiragana | に | っ | ぽ | ん | は |
| Rōmaji   | Ni | p  | po | n  | wa |

## Allgemeines
Aus dem Vorwort des Kokinshu (Sammlung alter und neuer Gedichte) aus dem Jahre 905 stammt folgendes Zitat:

„Die japanische Dichtung hat als Samen das menschliche Herz, und ihr entsprießen unzählige Blätter von Wörtern. Viele Dinge ergreifen die Menschen in diesem Leben: sie versuchen dann, ihre Gefühle durch Bilder auszudrücken, die sie dem entnehmen, was sie sehen und hören.“

Dietrich Krusche nennt Prinzipien, die im Regelfall für das traditionelle Haiku gelten: Ein Haiku ist konkret. Gegenstand des Haiku ist ein Naturgegenstand außerhalb der menschlichen Natur. Abgebildet wird eine einmalige Situation oder ein einmaliges Ereignis. Diese Situation oder dieses Ereignis wird als gegenwärtig dargestellt. Im Haiku findet sich ein Bezug zu den Jahreszeiten.
Dem Bezug auf die Jahreszeit dienen Kigo, spezielle Wörter oder Phrasen, die in Japan allgemein mit einer bestimmten Jahreszeit in Verbindung gebracht werden.
Die dargestellten Dinge sind Repräsentanten erlebter Momente und der damit verbundenen Gefühle. Die Natur spiegelt die Seele. Objekte werden stellvertretend und symbolhaft benutzt. Ein Bild als Beispiel: Fallende Blätter, Assoziation: Herbst, Gefühl: Melancholie. Darüber hinaus verweisen einige Autoren der betrachtenden Literatur auf eine weitergehende, noch kulturspezifischere Symbolik. Bestimmte Objekte stehen ihrer Meinung nach stellvertretend für religiöse, gesellschaftliche und philosophische Themen. So nennt Bodmershof beispielhaft den herabstürzenden Regen als Symbol des Todes und das Haus als Symbol des irdischen Körpers.
Japanische Samurai und Zen-Mönche schrieben Todesgedichte (jisei no ku), teils auch in der Form des Haiku.
Viele Haiku sind in kalligraphischer Form dargestellt. Die Morenzahl ergibt im Japanischen einen Sprechtakt, der einen ähnlichen Erinnerungswert bietet wie im Deutschen die Reime.

## Geschichte

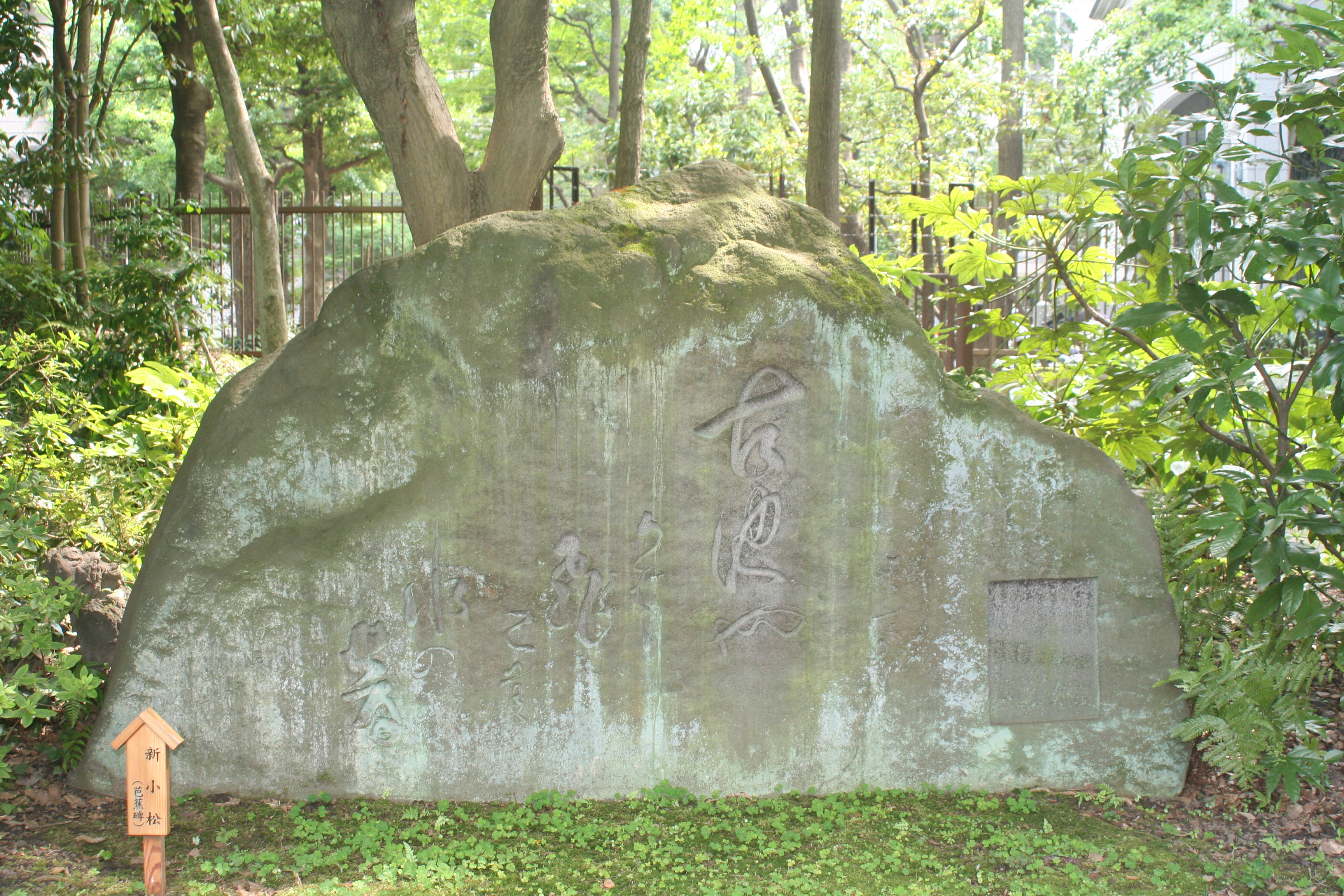
Denkmal für das „Frosch-Haiku“ von Matsuo Bashō im Kiyosumi Garden von Tokyo

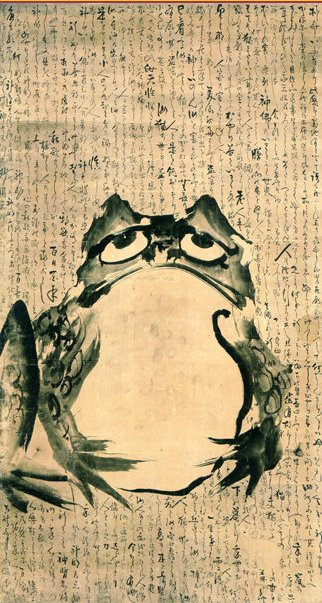
Frosch Getsuju

Verwandte des Haiku sind das fünfteilige Tanka mit traditionell 5-7-5-7-7 Moren und das Renga als eine Kette von Tanka. Ursprünglich verfassten mehrere Dichter Tanka bei geselligen Anlässen in gemeinsamer Improvisation. Der erste Dichter schuf das Hokku (Oberstollen, 5-7-5), der zweite das Matsuku (Unterstollen, 7-7). Diese Form des gemeinsamen Dichtens war auch als Waka (Antwortgedicht) bekannt. Später entstanden in größeren Gesellschaften ganze Kettengedichte, beispielsweise das 36-strophige Kasen. Es war geprägt von klaren Vorgaben für die Inhalte einzelner Verse.
Aus dem 13. Jahrhundert finden sich die ersten belegten Herauslösungen des Hokku als eigenständige lyrische Form. In der folgenden Zeit war das Hokku als Scherz- und Witzgedicht bei Hofleuten und Samurai beliebt. Ab dem 15. Jahrhundert begann sich das Hokku neben dem Tanka als eigenständige Versform zu etablieren. Noch ging es vorrangig um das Spiel mit Worten und Bildern.
Im 16. Jahrhundert mit Beginn der Edo-Periode entstand die Form, die wir heute als klassisches Haiku bezeichnen. Voraussetzung dafür waren einige Besonderheiten der Edo-Periode. Die Gesellschaft war geprägt durch ein feudalistisches Klassen- und Ständesystem. Zudem schottete sich Japan fast vollständig nach außen ab. So entstand eine in sich geschlossene, scheinbar unveränderliche Welt. Durch dieses genau definierte Werte- und Symbolsystem hatten Dichter und Rezipienten über Jahrhunderte einen gemeinsamen, klar abgegrenzten Verstehenshintergrund. Veränderungen fanden nur im Detail statt.
Heute gilt Matsuo Bashō (1644–1694) als der erste große Haiku-Dichter. Sein Frosch-Haiku ist wohl das meistzitierte Haiku der Welt.
| Japanisch                | Transkription                           | Übersetzung                                                               | Übersetzungsvariante                            |
| ------------------------ | --------------------------------------- | ------------------------------------------------------------------------- | ----------------------------------------------- |
| 古池や 蛙飛び込む 水の音 | furu ike ya kawazu tobikomu mizu no oto | Der alte Weiher: Ein Frosch springt hinein. Oh! Das Geräusch des Wassers. | Uralter Teich. Ein Frosch springt hinein. Plop. |

Große Haiku-Dichter waren zudem Buson und Kobayashi Issa. Issa brach zuweilen mit der konventionellen 5-7-5-Form. Seinen Werken, die der zunehmenden Sophistizierung der Haiku eine Absage erteilten, scheint eine tiefe Liebe zu Mensch und Kreatur zugrunde zu liegen, die oft mit Humor gewürzt war:
Auf dem Seerosenblatt der Frosch

aber was macht er

für ein Gesicht?
Wann der Begriff haiku genau geprägt wurde, ist ungeklärt. Er ist wahrscheinlich aus dem hai von Haikai no Renga und dem ku des Begriffs hokku gebildet worden. Allgemeine Verbreitung erhielt er durch den Erneuerer der Haiku-Dichtung, Masaoka Shiki (1867–1902).
Nach Masaoka Shiki spaltete sich die Haiku-Dichtung in zwei Richtungen. Seine beiden bedeutendsten Schüler, Takahama Kyoshi (1874–1959) und Kawahigashi Hekigotō (1873–1937), gaben dem japanischen Haiku divergierende Impulse, die bis heute nachwirken. Hekigotō setzte die Reformen Shikis weiter fort und experimentierte mit der Form. Kyoshi erfand als Gegenbewegung gegen diese Experimente das „traditionelle Haiku“. Der beachtliche Einfluss Kyoshis zeigt sich heute noch an der weiten Verbreitung des „traditionellen Haiku“ in Japan. Seiner Schule entwuchsen viele angesehene Dichter, (Mizuhara Shuōshi (1892–1981)). Aus Hekigotōs Bewegung entwickelte sich die freie Form des Haiku. Bedeutende Haiku-Dichter wie Ippekirō Nakatsuka (1887–1946), Ogiwara Seisensui (1884–1976), Ozaki Hōsai (1885–1926) und vor allem Taneda Santōka (1882–1940), der zu den meistgelesenen Haiku-Autoren in Japan gehört, entstammen dieser Linie.
Auch das zeitgenössische (gendai) japanische Haiku hat hier eine seiner Wurzeln. Es entstand nach dem Zweiten Weltkrieg als liberale Haiku-Bewegung, aufgrund der Erfahrungen während des japanischen Ultranationalismus. Die Haiku-Dichter der shinkō haiku undō (Neuentstandene Haiku-Bewegung), die sich nicht mehr an die Vorgaben des „traditionellen Haiku“ nach Takahama Kyoshi hielten, wurden verfolgt, verhaftet und gefoltert, ihre Zeitschriften verboten. Takahama Kyoshi selbst wurde nach dem Krieg als Hauptverantwortlicher angesehen. Er war Präsident der Haiku-Abteilung der „Patriotischen Gesellschaft für japanische Literatur“ (Nihon bungaku hōkoku kai), eine dem Nachrichtendienst unterstellte staatliche Propaganda-Organisation zur Kontrolle kultureller Aktivitäten.
In der heutigen Gendai Haiku-Bewegung finden sich unterschiedliche poetische Positionen, die sich gegenseitig tolerieren. Manche Dichter halten am 5-7-5-Muster fest, andere lediglich am Jahreszeitenwort, wieder andere lehnen beides ab.

## Einfluss des Buddhismus
Der von China nach Japan gekommene Chan-Buddhismus (in Japan Zen-Buddhismus) beeinflusste auch die Haiku-Dichtung. Einige Haiku, die auf den ersten Blick nur Natur- oder Alltagsereignisse zu beschreiben scheinen, offenbaren auf den zweiten Blick auch eine religiöse Bedeutung. Ein Haiku von Ryōkan verweist z. B. neben dem Erlebnis einer Vollmondnacht auch auf den Zen-Buddhismus:
Decken auf dem Gras,

eine Nacht lang ohne Haus –

reich nur durch den Mond.
Dabei steht der Mond (als Vollmond) symbolisch als leerer Kreis (Ensō) für den Zen-Buddhismus und das Verweilen ohne Haus unter freiem Himmel deutet den sogenannten hauslosen Stand eines buddhistischen Mönchs an.
Deutlich wird auch der Einfluss von Gedichten Wang Weis, der sich dem Chan-Buddhismus zugewandt hatte, als Vorbild für ein Haiku von Joseki.
Ich will auf ihr spielen,

jetzt, wo der Mond und ich

ganz alleine sind.
Mit „ihr“ ist eine große, dreizehn-saitige japanische Zither, genannt Koto, gemeint. Hier steht der Mond wieder als Symbol für den Zen-Buddhismus, wobei das allein sein als Sitzen in Meditation (Zazen) steht. Es existiert ein sehr ähnliches Gedicht von Wang Wei mit gleicher Bedeutung:
Einsam sitzend im tiefdunklen Bambushain,

Die Zither schlagend mit trällerndem Gesang,

Um diesen tiefen Wald wissen die Menschen nicht,

Nur der volle Mond kommt mit seinem Leuchten
Das Spielen der Zither hat für chinesische Künstler eine meditative Bedeutung und bietet eine Möglichkeit der Versenkung und Einswerdung mit dem Dao.
Vor allem in der US-amerikanischen Haiku-Szene der 1970er-Jahre wurden Haiku und Zen häufig in untrennbarem Zusammenhang gesehen. Richard Gilbert sagt dazu in einem Interview mit Udo Wenzel:

„Ich glaube, die Frage nach Zen im Haiku, oder nach Meditation und Dichtung (und die Künste) ist eine empfindliche Frage und entgleitet in ätherische Höhen, dabei verliert sie ihre Seele. Ich glaube nicht, dass es ein ‚Zen-Haiku‘ als solches gibt, nur Menschen, die glauben, es sei, was sie sind. Es existieren Haiku, die unmittelbar mit der Zen-Erfahrung zusammenhängen, genauso wie es Baseball- und Tennis-Haiku gibt. Nichtsdestoweniger gibt es eine lange und ehrwürdige Geschichte der Zen-Interpretation, oder der ‚Zen-Lektüre‘ oder ‚Zen-Betrachtung‘ von Haiku, wenngleich im Allgemeinen nicht außerhalb von Zen-Institutionen.
Eine etwas ähnliche Interpretationsweise kann bei R.H. Blyth gefunden werden, dessen vielbändiges Werk unmittelbar Einfluss auf die ‚Beat poets‘ hatte (wie in Jack Kerouacs Roman ‚The Dharma Bums‘ beschrieben.
Aufgrund dieses Interpretationsschwerpunkts scheint historisch, zumindest in Nordamerika, zeitweise ein Gestus überbetont worden zu sein, der dem Zen ähnelt, bis zu dem Punkt, dass der wichtigste Zweck, ja, die Großartigkeit des Haiku als literarische Kunstform verdrängt und stark fehlinterpretiert wurde. Blyth selbst war, ungeachtet seiner Brillanz und seiner Kenntnis des Zen, kein Zen-Praktizierender im traditionellen japanischen Sinn, wenn wir darunter jemanden verstehen, der innerhalb einer Schule und Linie Meditation übt, unter der Anleitung eines Lehrers, welcher allgemein dafür anerkannt ist, die Zen-Praxis vollendet zu haben. Ebenso wenig wie ein Großteil der westlichen Kommentatoren, die dem Zen ähnelnde Interpretationsweisen auf das Haiku anwendeten.“

## Berühmte Haiku-Dichter (Übersicht)
- Edo-Zeit
  - Matsuo Bashō (1644–1694)
  - Yosa Buson (1716–1784)
  - Ryōkan Taigu (1758–1831)
  - Kobayashi Issa (1763–1828)
- Seit der Meiji-Zeit
  - Masaoka Shiki (1867–1902)
  - Natsume Sōseki (1867–1916)
  - Kawahigashi Hekigotō (1873–1937)
  - Takahama Kyoshi (1874–1959)
  - Taneda Santōka (1882–1940)
  - Ozaki Hōsai (1885–1926)
  - Mizuhara Shūōshi (1892–1981)
  - Yamaguchi Seison (1892–1988)
  - Saitō Sanki (1900–1962)
  - Hino Sōjō (1901–1956)
  - Yamaguchi Seishi (1901–1994)
  - Nakamura Kusatao (1901–1983)
  - Ōno Rinka (1904–1982)
  - Katō Shūson (1905–1993)
  - Furusawa Taiho (1913–2000)
  - Suzuki Masajo (1906–2003)
  - Mori Sumio (1919–2010)

## Offenheit für verschiedene Lesarten
Japanische Haiku werden gelegentlich in Hiragana geschrieben, das heißt in einer reinen Lautschrift ohne die Bedeutung spezifizierender Wortzeichen. Ein berühmtes Haiku von Kobayashi Issa lautet beispielsweise:
| Japanisch                            | Transkription                                      |
| ------------------------------------ | -------------------------------------------------- |
| ひるからは ちとかげもあり くものみね | hi ru ka ra wa chi to ka ge mo a ri ku mo no mi ne |

Außerdem werden Haiku im Japanischen in der Regel nicht in mehrere Zeilen gesetzt, so dass dieses Haiku schlicht so geschrieben wird:
ひるからはちとかげもあリくものみね
Aufgrund der hohen Zahl von Homonymen im Japanischen lässt sich dieses Gedicht auf zwei völlig unterschiedliche Weisen verstehen, die in einer im Folgenden demonstrierten Schreibung mit Kanji festgelegt wären, aber üblicherweise durch den Verzicht darauf bewusst offen gelassen werden:
| Lesart    | Japanisch                      | Transkription                               | Übersetzung                                                                         |
| --------- | ------------------------------ | ------------------------------------------- | ----------------------------------------------------------------------------------- |
| 1. Lesart | 昼からは ちと影も在り 雲の峰   | hiru kara wa chito kage mo ari kumo no mine | Ab der Mittagszeit ist es etwas schattiger; ein Wolkenhimmel                        |
| 2. Lesart | ヒル蚊ら蜂 とかげも蟻 蜘蛛蚤ね | hiru ka-ra hachi tokage mo ari kumo nomi ne | Blutegel, Moskitos, Bienen, Eidechsen, auch Ameisen, Spinnen und Flöhe, nicht wahr? |

Der Reiz solcher Mehrdeutigkeiten lässt sich fast nur in der japanischen Sprache wiedergeben, eine adäquate Nachdichtung ist kaum möglich.

## Westliche Leseweisen
Roland Barthes unterscheidet die unterschiedlichen Möglichkeiten des Haikulesens. Eine westliche Lesart des Haiku, die es symbolisch interpretiert und dabei einen zum Metaphysischen tendierenden Sinn unterstellt, hält er für unangemessen eurozentristisch. Eine solche Leseweise widerspräche der Intention des Haiku, das „Wort und Ding in eins fallen“ lasse. Barthes vergleicht das Haiku mit dem Satori des Zen-Buddhismus und sieht eine wesentliche Analogie darin, eine Wahrheit lediglich aufblitzen zu lassen:

„Der Westen tränkt alle Dinge mit Sinn … wir unterwerfen die Äußerungen systematisch (durch hastiges Zustopfen der Lücken, in denen die Leere unserer Sprache sichtbar werden könnte) der einen oder anderen dieser beiden Signifikationen (der aktiven Herstellung von Zeichen): Symbol und Schluss, Metapher und Syllogismus. Der Haiku, dessen Sätze einfach und flüssig sind – mit einem Wort, akzeptabel (wie man in der Linguistik sagt) –, wird einem dieser beiden Reiche des Sinns zugeordnet.“

Interpretationsversuche westlicher Art, „ob Dechiffrierung, Formalisierung oder Tautologie … die bei uns dazu bestimmt sind, den Sinn zu durchdringen, also in ihn einzubrechen, [könnten das] Haiku mithin nur verfehlen, denn die Lesearbeit, die mit ihm verbunden ist, liegt darin, die Sprache in der Schwebe zu halten, und nicht darin, sie zu provozieren.“ Dagegen gehe es vielmehr darum, den Sinn „zu erschüttern und ausfallen zu lassen wie den Zahn des Absurditätenbeißers, welcher der Zen-Schüler angesichts eines Koan sein soll.“
Die Charakterisierung von Barthes bezieht sich allerdings allenfalls auf eine von vielen Strömungen innerhalb der Haiku-Dichtung. Insbesondere ihre Zen-Orientierung wird kritisch gesehen.

## Haiku außerhalb Japans
Erst Anfang des 20. Jahrhunderts erlangte das Haiku auch in der westlichen Welt Bedeutung. Zunächst verbreitete es sich in Frankreich und im englischen Sprachraum. Ein wichtiger Wegbereiter war der Engländer Reginald Horace Blyth, der zeitweise als Lehrer am japanischen Hof arbeitete und von 1949 bis 1952 eine vierbändige Anthologie mit dem Titel „Haiku“ veröffentlichte.

### Deutschsprachige Haiku
Im deutschsprachigen Raum hat das Haiku seit den 1920er Jahren Fuß gefasst. Hier seien Rainer Maria Rilke, Franz Blei, Yvan Goll, Peter Altenberg, Alfred Mombert und Arno Holz genannt. Großen Einfluss hatten ab den späten 1930er Jahren die Haiku-Sammlung Ihr gelben Chrysanthemen! von Anna von Rottauscher und die Haiku von Imma von Bodmershof.
Der Nürnberger Schriftsteller Fitzgerald Kusz hat zahlreiche Haikus in mittelfränkischer Mundart verfasst.
Die bis Anfang des 21. Jahrhunderts von der Deutschen Haiku-Gesellschaft vertretene Ansicht, Haiku seien reine Naturgedichte, ist mittlerweile überholt. Andreas Wittbrodt führt das Zustandekommen dieser weit verbreiteten Ausrichtung darauf zurück, dass Autoren und Übersetzer der Inneren Emigration stilbildend für deutschsprachige Haijin waren.
In der Mitte des 20. Jahrhunderts wurde meist das Silbenmuster 5-7-5, verteilt auf drei Zeilen, verwendet. Es wird immer noch mit schulgerecht oder traditionell beschrieben, ist allerdings umstritten. Viele Autoren schreiben mittlerweile im sogenannten freien Stil, unter anderem weil Silben in der deutschen Sprache viel freier gebildet werden können als Moren im Japanischen und daher nicht zwangsläufig einen Rhythmus ergeben.
Das moderne deutschsprachige Haiku bleibt eine Momentaufnahme. Ein Geschehen wird genau beobachtet und eine Stimmung zum Ausdruck gebracht. Oft ergibt sich ein Gedankensprung oder eine neue Ebene beim Lesen des Haiku.
Lange Zeit auf eine kleine Gemeinde von Haikuschreibenden beschränkt, hat sich in den letzten Jahren eine lebendige Szene entwickelt. Zum Teil ist sie in der Deutschen Haiku-Gesellschaft vertreten, auf deren Website sich eine Seite mit aktuellen Autoren findet. Die Vierteljahresschrift der DHG heißt Sommergras.
In Wien wurde 2010 die Österreichische Haiku Gesellschaft gegründet. Einmal pro Jahr wird die Zeitschrift der ÖHK Lotosblüte herausgegeben. Beeinflusst wurde die Entwicklung der Gesellschaft insbesondere von Petra Sela und Hisaki Hashi.

### Ausgaben
- Moritz Wulf Lange (Hrsg.): Die frühen deutschen Haiku von Franz Blei und Yvan Goll. Norderstedt: edition das haiku bei BoD, 2021, ISBN 978-3-7543-4712-6.
- Reginald H. Blyth: Haiku. Hokuseido Press, Tokio 1982 ff., ISBN 4-590-00572-7.
  1. Eastern culture. S. 2–343.
  2. Spring. S. 345–640.
  3. Summer, autumn. S. 641–976.
  4. Winter. S. 977–1300.
- Manfred Hausmann (übertragen.): Liebe, Tod und Vollmondnächte. Japanische Gedichte. S. Fischer, Frankfurt am Main 1951.
- Dietrich Krusche (Hrsg.): Haiku. Japanische Gedichte. Dtv, München 2002, ISBN 3-423-12478-4.
- Ekkehard May (Hrsg.): Shômon. Dieterich’sche Verlagsbuchhandlung, Mainz 2000.
  1. Das Tor der Klause zur Bananenstaude, Haiku von Bashôs Meisterschülern Kikaku, Kyorai, Ransetsu. 2000, ISBN 3-87162-050-5.
  2. Haiku von Bashôs Meisterschülern Jôsô, Izen, Bonchô, Kyoriku, Sampû, Shikô, Yaba. 2002, ISBN 3-87162-057-2.
  3. CHÛKÔ – Die neue Blüte. 2006, ISBN 3-87162-063-7.
- Jan Ulenbrook (Hrsg.): Haiku. Japanische Dreizeiler. Reclam, Stuttgart 2004, ISBN 3-15-050048-6.
- Robert F. Wittkamp: Santôka. Haiku, Wandern, Sake. Deutsche Gesellschaft für Natur- und Völkerkunde Ostasiens (OAG), Tôkyô 1996, ISBN 4-87238-007-X.
- Yoel Hoffmann: Japanese Death Poems written by Zen Monks and Haiku Poets on the Verge of Death. Charles E. Tuttle Company, Rutland / Vermont / Tokyo, Japan International Standard Book 1992, ISBN 0-8048-1505-4.
- Yoel Hoffmann, Bernhard Schiekel: Die Kunst des letzten Augenblicks, Japanische Sterbegedichte, Herder, Freiburg, 2000, ISBN 3-451-04965-1.
- Gerolf Coudenhove: Japanische Jahreszeiten. Tanka und Haiku aus dreizehn Jahrhunderten. Manesse, 1963/2015. ISBN 978-3-7175-4088-5.
  - Vollmond und Zikadenklänge – Japanische Verse und Farben. Sigbert Mohn Verlag, C. Bertelsmann, 1955.
- Erika Wübbena (Hrsg.): Haiku mit Köpfchen. Hamburger Haiku Verlag, 2003, ISBN 3-937257-04-7.
- Durs Grünbein: Lob des Taifuns (Reisetagebücher in Haikus). (Insel-Bücherei 1308). Insel Verlag, Leipzig / Frankfurt am Main 2008, ISBN 978-3-458-19308-1.
- Toshimitsu Hasumi: Zen in der Kunst des Dichtens. Otto Wilhelm Barth Verlag, 1987, ISBN 3-502-64271-0.
- Jonathan Clements: The Moon in the Pines. The Art Institute of Chicago, 2000, ISBN 0-7112-1587-1.
- Haiku heute: Haiku-Jahrbuch. Wolkenpfad-Verlag, Tübingen. Erscheint seit 2003 jährlich.
- Das Frosch-Haiku und die asiatische Denkweise. edition vernissage, Heidelberg 2009, ISBN 978-3-941812-00-0.
- Heinrich Heil: Im Nu des Perfekten. Werke von James Lee Byars und 100 HAIKU für jetzt. Piet Meyer Verlag, Bern 2010, ISBN 978-3-905799-08-8.
- Josef Guggenmos: Rundes Schweigen. Ausgewählte Haiku 1982–2002. Hamburger Haiku Verlag, ISBN 3-937257-09-8.
- Rainer Stolz, Udo Wenzel (Hrsg.): Haiku hier und heute. dtv, München 2012, ISBN 978-3-423-14102-4.
- Armin Darvishia: Haiku, Bonn 2014, ISBN 1-5031-5743-1, ISBN 978-1-5031-5743-9.
- Ute Guzzoni und Michiko Yoneda (Hrsg. u. Übersetzung): Zwischen zwei Welten. 300 Haiku zu Flüssen und Nebel und Meer... Japanische Originale und deutsche Übersetzung. Verlag Karl Alber, Freiburg i. Br. / München. ISBN 978-3-495-48716-7

### Sekundärliteratur
- Reginald H. Blyth: A History of Haiku. Hokuseido Press, Tokio 1976–1977.
  1. From the beginnings up to Issa. 1976.
  2. From Issa to the present. 1977.
- Andreas Wittbrodt: Hototogisu ist keine Nachtigall. Traditionelle japanische Gedichtformen in der deutschsprachigen Lyrik (1849–1999). Vandenhoeck & Ruprecht, Göttingen 2005, ISBN 3-89971-257-9.
- Annika Reich: Was ist Haiku? Zur Konstruktion der japanischen Nation zwischen Orient und Okzident (= Spektrum, Band 73, Berliner Reihe zu Gesellschaft, Wirtschaft und Politik in Entwicklungsländern). Lit, Münster/Hamburg/London 2000, ISBN 3-8258-4905-8.
- Günter Wohlfart: Zen und Haiku. Philipp Reclam jun., Stuttgart 1997, ISBN 3-15-009647-2.
- Arata Takeda: Überschwang durch Überschuss. Probleme beim Übersetzen einer Form – am Beispiel des Haiku. Eine theoretische Überlegung und ein praktischer Vorschlag. In: arcadia. 42/1 (2007), S. 20–44. Nachdruck in: Sommergras. XXI, 83 (2008), S. 4–33 (online: Sommergras. PDF, 177 kB).
- Brigitte Regler-Bellinger: Haiku. Annäherungen an ein japanisches Kurzgedicht. Books on Demand, Norderstedt 2007, ISBN 978-3-8334-7254-1; E-Book: 2011, ISBN 978-3-8423-2445-9.
- Moritz Wulf Lange: Von Blei zu Bodmershof. Das deutschsprachige Haiku und seine Anfänge (1849–1962). edition das haiku bei Books on Demand, Norderstedt 2021, ISBN 978-3-7557-3274-7.